# Deremius leptus
Deremius leptus là một loài bọ cánh cứng trong họ Cerambycidae.